# Digitalradio
Digitalradio är en distributionsteknik för radiosändningar som innebär överföring av tal, musik och annat ljud i digital form via radiovågor till en mottagare. I tekniken ingår att källkoda den akustiska signalen till en digital dataström och sedan använda digital modulation för överföringen. Radiomottagaren måste vara anpassad att ta emot sådana radiosignaler på av sändarstationen vald radiofrekvens för att sedan återskapa den ursprungliga ljudinformationen till hörbart ljud. Digitalradio har funnits sedan slutet av 1980-talet.

## Tillståndsplikt
Att sända digitalradio i marknätet är – liksom för analog radio – olagligt för den som inte har tillstånd. I Sverige finns 77 tillstånd som meddelats enligt ett auktionsförfarande där det radioföretag som betalar den högsta avgiften till svenska staten får tillståndet. Avgifterna varierar från drygt 61.000 kronor per år till cirka 3.700.000 kronor per år. Den genomsnittliga årsavgiften var år 2013 cirka 1.580.000 kronor.
Förutom de ekonomiska kraven ställs också politiska krav. En aktör får bara sända radio om sändningarna som helhet präglas av "alla människors lika värde".

## Teknik
Det finns idag fyra världsstandarder för marksänd digital radio godkända av Internationella Teleunionen (ITU); amerikanska HD-Radio (IBOC), japanska ISDB-T och de två europeiska DAB resp. DRM. Från 2024 kommer också marksänd digitalradio/tv kunna sändas på UHF-bandet som 5G Broadcast. Marksänd digitalradio är tänkt att ersätta FM-radio, men ännu (2024) har inget land i världen stängt ner FM-radion. EU har för närvarande inga planer på en gemensam europeisk standard för digitalradio. Ljudradio sänds även digitalt på internet samt via kabel- och marksända tv-nät (DVB-T).
Digital marksänd radio med tekniken DAB har bedrivits i Sverige sedan 1995. Vid introduktionen täcktes cirka 35 procent av befolkningen. Mellan 1996 och 1999 byggdes sändarnätet ut till en befolkningstäckning på 85 procent. Inför tillståndsperioden 2002 fattade riksdagen beslut om att åter minska täckningen till 35 procent av befolkningen från den 1 januari 2002, eftersom efterfrågan på digitalradio hittills inte mött förväntningarna.
Efter en övervägande negativ remissopinion  och en kritisk rapport av Riksrevisionen tog en enig Riksdag beslut 3 februari 2016 att avvisa utredningsförlaget att FM-radion skulle ersättas med DAB+
Sedan 21 december 2020 gäller inom EU att bilradiomottagare i nya personbilar (bussar och lastbilar är undantagna) ska kunna ta emot digitala markbundna radiosändningar. I nya bilar finns dock fortfarande vanligtvis även FM och Internet som standard.

## Fördelar
Det finns flera fördelar med en digitalisering av den marksända ljudradion. Enligt den kommersiella radiobranschen lider FM-nätet av kapacitetsbrist och ett digitalt marknät ger utrymme för fler kanaler än i dag. Ett digitalt marknät kan därför ge ett utökat och mer lyssnaranpassat utbud. I vissa storstadsområden finns i dag ett relativt stort utbud av radiokanaler, men i många orter i Sverige finns det bara sex kanaler, varav endast två kommersiella kanaler. Digital marksänd radio tar i anspråk frekvensutrymme som är oanvänt i dag och möjliggör ett mångfalt större utbud. Samtidigt har behovet av ökat utrymme för fler kommersiella kanaler i marknät alltmer ifrågasatts eftersom det skett en kraftig expansion med digital radio på Internet och att en stor del av radiolyssningen nu sker i smartphones och uppkopplade bilar.

## DAB - Digital Audio Broadcasting
Digital Audio Broadcasting, DAB, är den tekniska benämningen för ett digitalt sändarnät för radio som sänder på ett annat frekvensband än FM-bandet (Band III), omkring 200 MHz. DAB-sändningar har förekommit sedan 1995.
Med tekniken DAB+ bedömde en statlig utredning 2014 att 30 kommersiella kanaler kan sändas över hela Sverige och public service-radion kan också utöka sitt utbud jämfört med vad som i dag får plats på FM-bandet. Sverige har genom internationella överenskommelser tilldelats frekvensutrymme i bandet 174–240 MHz motsvarande fyra så kallade frekvenslager för marksänd digital radio. Varje frekvenslager definierar en frekvensmängd som ger utrymme för att etablera ett rikstäckande sändarnät.
Digitalradiotekniken Eureka-147 (DAB) bygger liksom digital-tv (DVB-T) på att flera programkanaler sänds i en gemensam så kallad multiplex. Multiplexering är en teknik som innebär att flera digitala signaler som var för sig representerar olika radiokanaler kombineras i en och samma utsändning. Den omvända processen, demultiplexering, sker i radiomottagaren och ger lyssnaren möjlighet att ta del av de enskilda kanalerna. En multiplex, eller mux, är en del av den tekniska utrustning som ingår i ett sändarnät för digital marksänd radio. Begreppen sändarnät och multiplex eller mux används ibland synonymt, t.ex. för att beskriva en infrastruktur för digitala marksändningar (sändarnät 1, sändarnät 2, sändarnät 3 och mux 1, mux 2, mux 3 osv.). Med tekniken DAB+ ryms cirka 15 radiokanaler i en mux, beroende på ljudkvaliteten för de enskilda kanalerna.
Med DAB finns möjlighet att välja ljudkodningen MPEG-1 eller MPEG-4. Med MPEG-1 (layer 2) kan varje DAB-multiplexer bära c:a 6 – 9 programkanaler i stereo eftersom det för god ljudkvalitet krävs en bithastighet på omkring 128 – 192 kbit/s för varje enskilt ljudradioprogram. Med MPEG-4 (High Efficient Advanced Audio Coding, HE-AAC) kan varje DAB-multiplexer bära c:a 10 – 24 programkanaler i stereo eftersom det för god ljudkvalitet krävs en bithastighet på omkring 40 – 96 kbit/s för varje enskilt ljudradioprogram. Den totala kapaciteten i varje enskild multiplex som kan utnyttjas för att distribuera digitala ljudradioprogram, uppgår till ca 1,152 Mbit/s. Eftersom Sverige har fyra internationellt koordinerade frekvenslager för DAB innebär det att tekniken medger upp till 80 stycken nationella radiokanaler.

## DRM - Digital Radio Mondiale
Digital Radio Mondiale, DRM, är det enda system som kan användas i samtliga frekvensband som är upplåtna för ljudradio. DRM använder samma kodningsteknik som DAB (se ovan) HE-AAC (AAC+). DRM30 används på lång-/mellan-/kortvåg (under 30 MHz) och kombinerar kortvågens mycket långa räckvidd med en ljudkvalitet som närmar sig FM-radions. Eftersom Sverige har 17-21 lokala frekvenser för mellanvåg/långvåg innebär det att DRM-tekniken kan medge upp omkring 20 stycken lokala radiokanaler. Den nyare versionen DRM+ används för frekvenser över 30 MHz (Band I- III) och kan komma att användas på nuvarande FM-bandet (Band II). Tekniken anses vara lämpligare än DAB för mindre radiostationer som kan fortsätta att använda sin nuvarande sändarstruktur (egna sändare) vid en digitalisering. DRM+ har inledningsvis inte samma kapacitet till antal kanaler som DAB, men har bättre geografisk sändarräckvidd. 
DRM+ är mycket frekvenseffektivt och på sikt kan minst tio gånger så många kanaler som idag sänds analogt inrymmas på nuvarande FM-bandet. Radiostationer på FM-bandet kan med DRM+ sända ett program digitalt som man samtidigt sänder ett annat program analogt som tidigare på samma kanalutrymme. DRM+ i Band II kan användas oberoende av om DAB+ sänds som avsett i Band III.
Det finns ännu inga DRM-mottagare på den europeiska marknaden. Däremot har Indien påbörjat DRM på nationell mellanvåg och FM och såväl fristående mottagare som bilradiomottagare finns på marknaden. Myndigheterna i Kina har nu också beslutat att främja DRM för sin hemmamarknad och vill ha ha digital radio i alla nya bilar.

## 5G Broadcast
5G Broadcast är en marksändningsteknik, som kan innebära högre kvalitet, mer valmöjlighet och flexibilitet än nuvarande digitala system för radio och tv. Även om tekniken ännu (2023) inte är känd i Sverige, har den nu prövats ut i minst 20 länder under fem år. Framför allt är public servicebolag engagerade.
Telekombranschen ser UHF-bandet (470–694 MHz) som lämplig för att expandera sina mobila tjänster på lägre frekvenser (=bättre räckvidd). Vid ITU-konferensen WRC-23 i Dubai kunde dock marksändningsindustrin få behålla sin primära tilldelning i UHF-bandet för Region 1 (Europa, Afrika och Mellanöstern) åtminstone t o m 2031. Radio- och tv-bolag tillsammans med sändningsbolag kan nu välja att lansera 5G Broadcast, som är först med att kunna erbjuda en och samma distributionsplattform för marksänd radio och tv. Smartphones förses med ett särskilt chips.
En kanal med 8 MHz bandbredd kan nå en datakapcitet kring 12.000 Mb/s och därmed inrymma ett stort antal radio och tv-kanaler. 5G Broadcast har större mobil räckvidd än DAB, liksom kvalitet och flexibilitet tillsammans med ett bättre mervärde för konsumenten. 5G Broadcast fungerar sömlöst med 5G mobilt bredband vid mottagning. System för nödalarm är avgörande för att nå ut till befolkningen före, under och efter en nödsituation, kris eller katastrof. Både 5G Broadcast och 5G mobilt bredband kan användas för att förmedla meddelanden och relevant information till en och samma mobila enhet såväl smartphone som bilradio.
5G Broadcast har flera fördelar för digitalradio i bilar, bl.a. stabilare och mer avbrottsfri mottagning i rörelse, och torde därför Innebära ett bättre val för biltillverkarna. Den europeiska koden för elektronisk kommunikation (EECC) innehåller en bestämmelse om att all radioutrustning som är integrerad i en ny personbil - inte bussar, lastbilar etc - som släpps ut på marknaden för försäljning eller uthyrning i unionen ska kunna ta emot digital marksänd radio. Nu kommer biltillverkarna kunna välja leverera nya bilar med 5G Broadcast istället för DAB+ utan att samtidigt åsidosätta EECC.
Utmaningen ligger i att skapa en gemensam teknisk och ekonomisk plattform för 5G-tekniken i såväl marknät som bredband med sammanförda intressen hos stora intressenter inom radio-, tv- och telekomindustrin. Public servicebolagen med sin intresseorganisation EBU vill nu att detta sker.
För 2024 är prognosen att det globalt  finns 7 miljarder smartphones. Dessa förväntas bli den främsta plattformen för radiolyssning och tv-tittande. Den globala 5G Broadcast-marknaden förväntas vara värd 1,8 miljarder USD vid slutet av 2029 och växa med en årlig tillväxttakt på 9,9% från 2021 till 2029, enligt en färsk studie av Adroit Market Research.